# آگالاکومبورا
آگالاکومبورا (به لاتین: Agalakumbura) یک منطقهٔ مسکونی در سری‌لانکا است که در ناحیه نووارا الییا واقع شده‌است.